# Сальников, Евгений Анатольевич
Евге́ний Анато́льевич Са́льников (укр. Євген Анатолійович Сальников; род. 4 октября 1957, Сталино) — советский и украинский актёр, диктор, ведущий. Голос телеканала «Первый». Заслуженный артист Украины (2010)

## Биография
Евгений Сальников родился 4 октября 1957 года в городе Донецке Украинской ССР. После школы работал в археологическом заповеднике Ольвия. C 1975 по 1977 годах служил на Балтийском флоте. В 1985 году закончил Киевский национальный университет имени Тараса Шевченко, исторический факультет, после чего преподавал историю в городе Макеевка Донецкой области. Помимо преподавания, приобщал учеников к античной археологии, организовывая поездки в экспедиции.
В 1985 году Евгения Сальникова пригласили попробовать себя на телевидении, где он учился мастерству у корифеев советской дикторской школы — Юрия Левитана, Людмилы Кайгородовой, Виталия Разсолова. В основном работал диктором и ведущим разных по жанрам программ в Донецке, но часто уезжал на с Дального востока, где с перерывами работал диктором на радио в Магадане и Благовещенске. Также недолго проработал на «Радио Проминь» в Киеве.
На канале «UA: Первый» работает с 1995 года. До 2005 года был ведущим новостных и аналитических программ. Руководил отделом новостей на радио «Континент» и «Ностальжи» (Киев). В настоящее[какое?] время является «бренд-войсом» канала «UA: Первый».
За более чем 30-летнюю сценическую карьеру провел массу[какую?] концертов, фестивалей, конкурсов различных форматов: от классических академических и до популярных. Был ведущим Славянского базара, более 10-ти лет вел церемонию Человек года.
Наибольшую популярность Евгению Сальникову принесла работа в проектах «Легенды Бандитской Одессы» и «Легенды уголовного розыска», выходивших на украинском канале «НТН» с 2008 по 2013 год, где создал неповторимый образ следователя-ведущего, передающего колорит эпохи.

## Радио и телевидение

### Телевидение
- 1986—1995 — Донецкая областная телерадиокомпания. Ведущий телерадиопрограмм.
- 1995—настоящее время — «Первый». Диктор, ведущий, бренд-войс канала.
- 2005—2006 — Телеканал «Интер». Диктор, бренд-войс канала.
- 2007 — Телеканал «1+1». Диктор.
- 2008—2013 — Телеканал «НТН». Ведущий проектов «Легенды Бандитской Одессы», «Легенды Бандитского Киева», «Легенды уголовного розыска».

### Радио
- 1986 — «Радио Проминь» (Киев).
- 1986−1987 — Магаданское радио (Магадан).
- 1988 — Радио Благовещенск (Благовещенск).
- 1999—2003 — радио «Континент», радио «Ностальжи» (Киев).

## Фильмография
- 2006—2016 — «Легенды Бандитской Одессы»[4] и «Легенды уголовного розыска».[5]
- 2016 — «Великие авантюристы»

## Семья
Жена Елена Константиновская, сын Эрик.

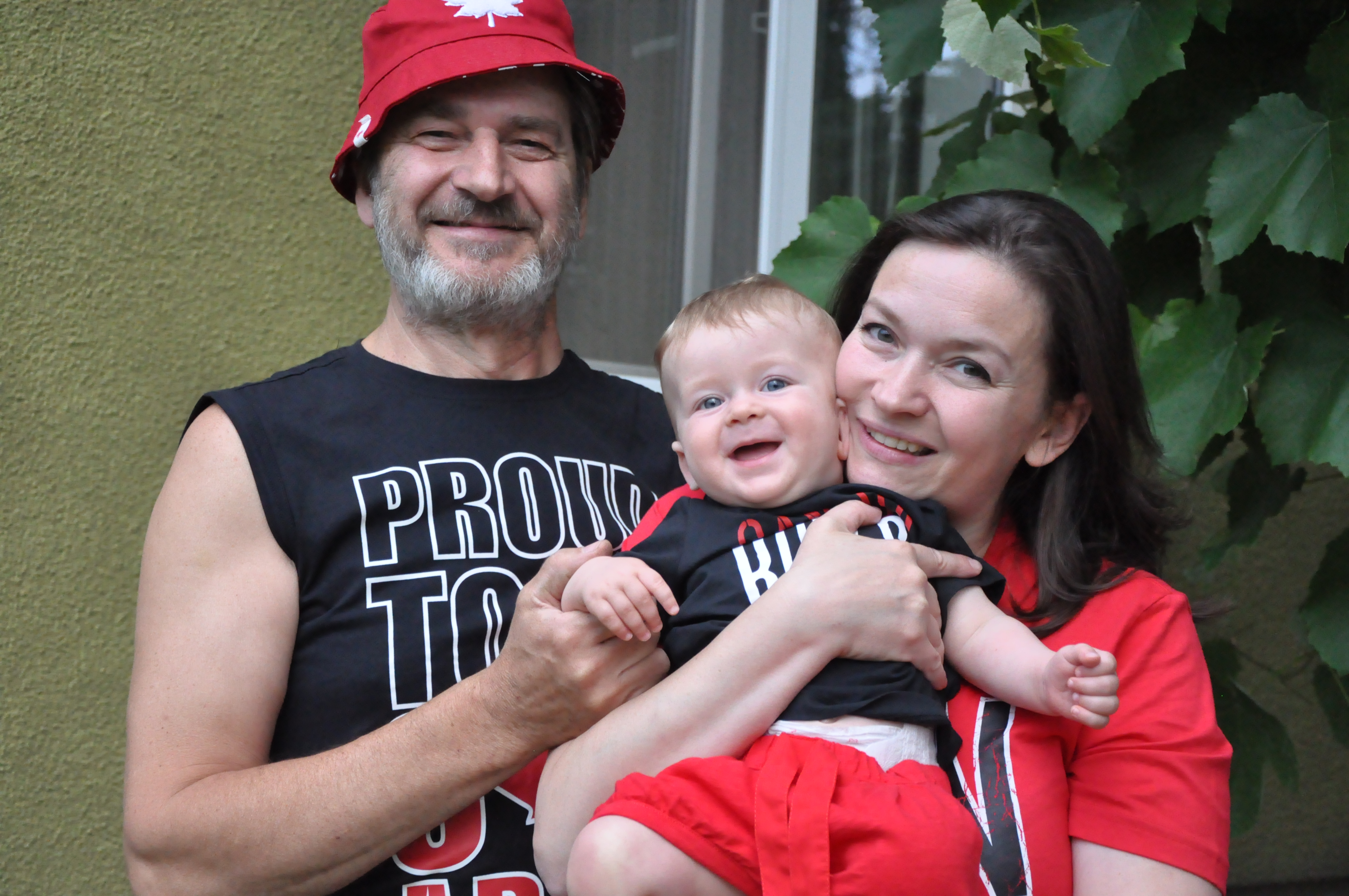
Е. Сальников с женой и сыном 2018 год

## Хобби
Исполняет на гитаре романсы и бардовские песни, но только в узком кругу.
Увлечен археологией и историей. Все свободное время занимается благоустройством и реконструкцией своего дома, любит технические и строительные лайфхаки.